# Forma Lied
Con la locuzione forma Lied (in tedesco Liedform, in inglese song form) si indica la struttura di un insieme di forme musicali di breve o media dimensione. 
Il termine non fa riferimento principalmente a Lied o canzoni, come si potrebbe dedurre dal nome, e non si riferisce inoltre ad una singola forma musicale, ma ad un insieme di forme musicali di ridotta portata che presentano alcune caratteristiche fraseologiche e chiari schemi modulatori e cadenzali. La forma Lied si riscontra principalmente in composizioni strumentali, in particolare molte forme brevi del XVI e XVII secolo (arie, danze etc.); spesso sono scritti in forma Lied i movimenti lenti di sonate e quartetti, i temi dei movimenti strutturati come tema con variazioni o i pezzi caratteristici romantici (in voga dal 1830 circa).
Il termine Liedform è stato introdotto da Adolf Bernhard Marx in Allgemeine Musiklehre (Lipsia, 1839) ed è stato adottato dagli studiosi del tempo (come Salomon Jadassohn e Arnold Schering), affermandosi nel linguaggio musicale del XX secolo.

## Struttura
Usualmente la linea melodica deriva da un singolo motivo tematico e si articola in una coppia di frasi, antecedente e conseguente. I pezzi propriamente in forma Lied possono essere costituiti da due (bipartiti) o tre sezioni (tripartiti). Il fatto che nella forma Lied convergano strutture basilari totalmente differenti (forme binarie e ternarie), sebbene possa apparire strano, è una caratteristica di versatilità elogiata da musicologi come Marx, che rigettavano per quanto possibile gli schemi delle forme fisse.

### Forma Lied bipartita
Il pezzo in forma Lied bipartita (o binaria) è ripartito in due sezioni, secondo vari schemi: è caratterizzata in genere dalla ripetizione di ogni sezione, analogamente alle forme di danza, secondo uno schema AA-BB, con la prima sezione che si chiude con una cadenza sospesa o cadenza su una tonalità vicina, mentre la seconda sezione parte dalla tonalità appena raggiunta e torna alla tonalità d'impianto. La struttura può essere un semplice AA, AA' (es. primo movimento della sonata K331 di Mozart) oppure AB. Nelle sezioni può essere presente un elemento comune AxAx-BxBx (es. secondo movimento della sonata op. 57 di Beethoven), oppure possono differire per un solo elemento AxAx-AyAy. La seconda sezione può anche essere una variazione della prima.

### Forma Lied tripartita
Nelle forme bipartite più sviluppate in estensione la seconda sezione tende ad allungarsi e porta spesso ad una forma tripartita ABA, nella quale si comincia ad intravedere lo schema della forma-sonata (es. Melodie n. 1 da Album für die Jugend di Schumann). La composizione in forma Lied tripartita (o ternaria) si articola in tre sezioni ed è caratterizzata dalla ripresa della prima sezione, secondo lo schema ABA o ABA', con A' ripetizione variata (es. primo movimento della sonata op. 90 di Beethoven). Tipicamente la sezione centrale è in una tonalità differente e può presentare elementi comuni con la sezione iniziale. La forma Lied tripartita ha dato origine nel XVIII secolo alla struttura che diventerà propria della forma-sonata.

### Ulteriori articolazioni
I pezzi in forma Lied possono essere ulteriormente ampliati (es. secondo movimento della sinfonia n. 4 di Schubert, che ha uno schema A-B-A'-B'-A'') e articolati con l'aggiunta di introduzioni, interludi e code. Possono inoltre essere combinati (in maniera analoga a quanto avviene nell'aria con da capo o nel minuetto con trio) per creare strutture più complesse, secondo schemi AB-CD-A'B', ABA'-CDC'-ABA' o analoghi.